# 芳澤あやめ (2代目)
二代目 芳澤あやめ（にだいめ よしざわ あやめ、元禄15年〈1702年〉 - 宝暦4年7月18日〈1754年9月8日〉）とは、江戸時代の歌舞伎役者。俳名春水、屋号は橘屋。紋は丸に稲の字。雅号四沢堂。

## 来歴
初代芳澤あやめの長男。はじめ芳澤咲之助と名乗って父につき修業し、享保元年（1716年）11月、京都の早雲座で芳澤崎之助と名乗り若衆形として初舞台を踏む。翌年からは若女形となり、以後京や大坂の舞台に出る。享保14年（1729年）、父あやめの死をうけ同年9月、大坂嵐三十郎座の『けいせい沖の石』で二代目芳澤あやめを襲名。寛保元年（1741年）11月、大坂姉川座の『源氏六十帖』に出て大当たりをとる。 延享2年（1745年）江戸に下り、同年11月市村座に出演するが、評判はいまひとつだったという。以後江戸三座の舞台に立つ。宝暦2年（1752年）上方に戻り、京大阪の舞台に出た。宝暦4年4月、大坂の市村佐野八座での出演が最後の舞台となる。享年53。父譲りの容姿口跡を持ち、時代物世話物を得意とした。弟に三代目芳澤あやめ、初代中村富十郎、初代山下又太郎、養子に山下市五郎（四代目芳澤あやめ）がいる。